# Caernarfon
Caernarfon /kaɨrˈnarvɔn/ (walisische Ausspracheⓘ; englische Aussprache: /kəˈnɑːvən/; ältere Schreibweisen Carnarvon und Caernarvon) ist eine Kleinstadt in Nordwest-Wales. Sie liegt an der Meerenge von Menai gegenüber der Insel Anglesey und ist die inoffizielle Hauptstadt von Nordwales. Der Ort geht auf ein römisches Kastell des 1. Jahrhunderts n. Chr. zurück. Verwaltungstechnisch gehört Caernarfon zur Principal Area Gwynedd.

## Name
Der Name bedeutet „Burg (caer) in Arfon“, Arfon (ar Fôn) selbst bedeutet „gegenüber von Môn (Anglesey)“. Die Umwandlung von „m“ in ein „f“ (gesprochen wie ein „w“) nach bestimmten Präpositionen (hier ar „auf“) gehört zu den Besonderheiten der walisischen Sprache (Anlautmutationen).

## Burg und Stadtmauer
Das Zentrum des Ortes wird dominiert von der gewaltigen Burganlage Caernarfon Castle, einer der bekanntesten historischen Festungen Großbritanniens. Die vollständig erhaltene Stadtmauer, zur gleichen Zeit wie die Burg erbaut, umschließt ein Areal von 4,18 ha und ist 734 m lang, mit acht Rundtürmen und zwei Stadttoren.

## Sehenswürdigkeiten
Die Welsh Highland Railway, eine mit Dampflokomotiven betriebene Museums- und Touristikbahn, nimmt in Caernarfon ihren Ausgang.

## Kultur
Die Bewohner des Ortes sprechen zu einem großen Teil Walisisch, die zweite offizielle Landessprache. Außerdem ist Caernarfon ein Zentrum der walisischen Kultur. Das traditionelle Eisteddfod, ein Volksfest um Literatur, Dichtung und Musik, fand hier seit 1862 wiederholt statt.
Aus Caernarfon stammt die Fußballmannschaft Caernarfon Town.

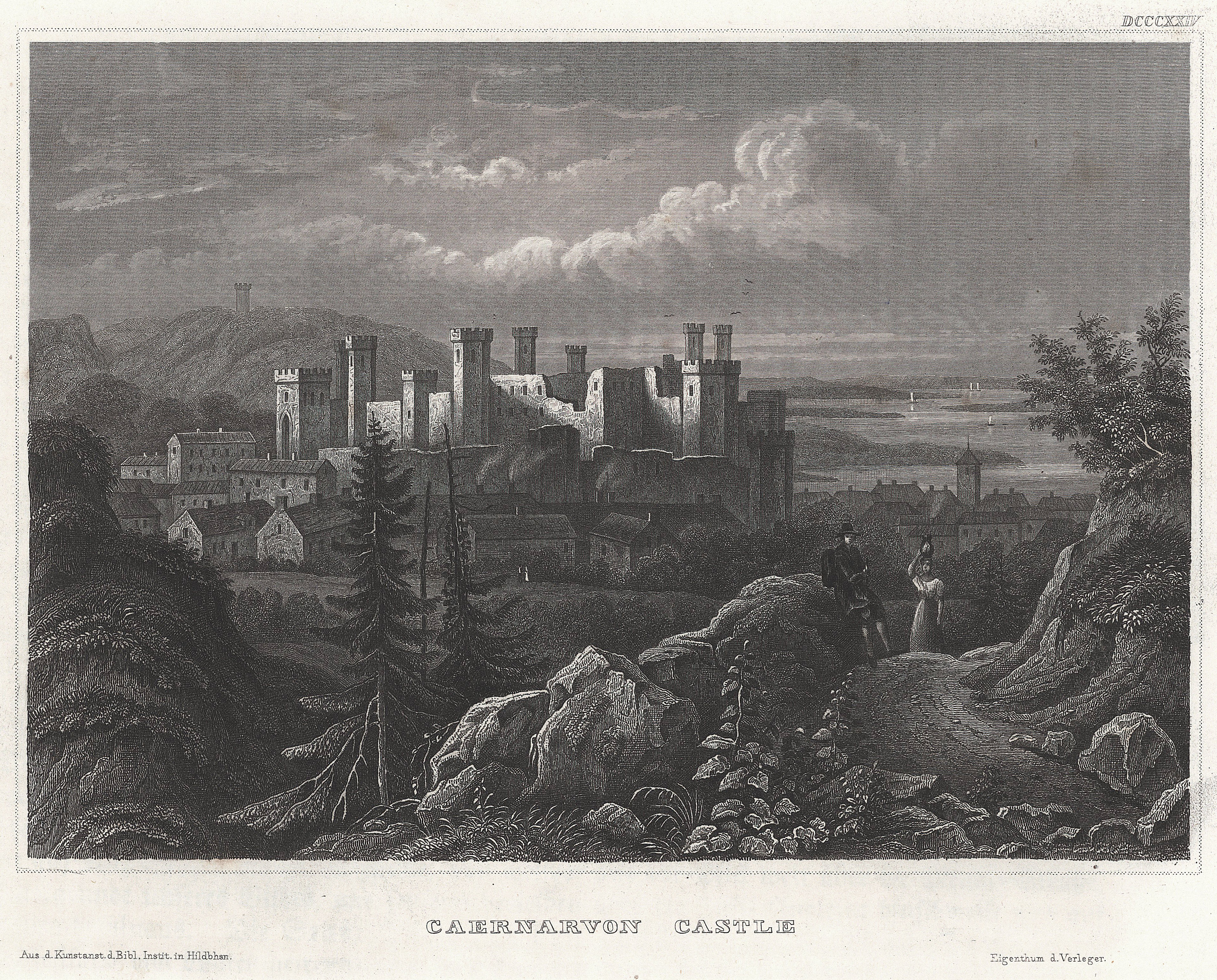
Ansicht von Burg und Stadt Mitte des 19. Jh.
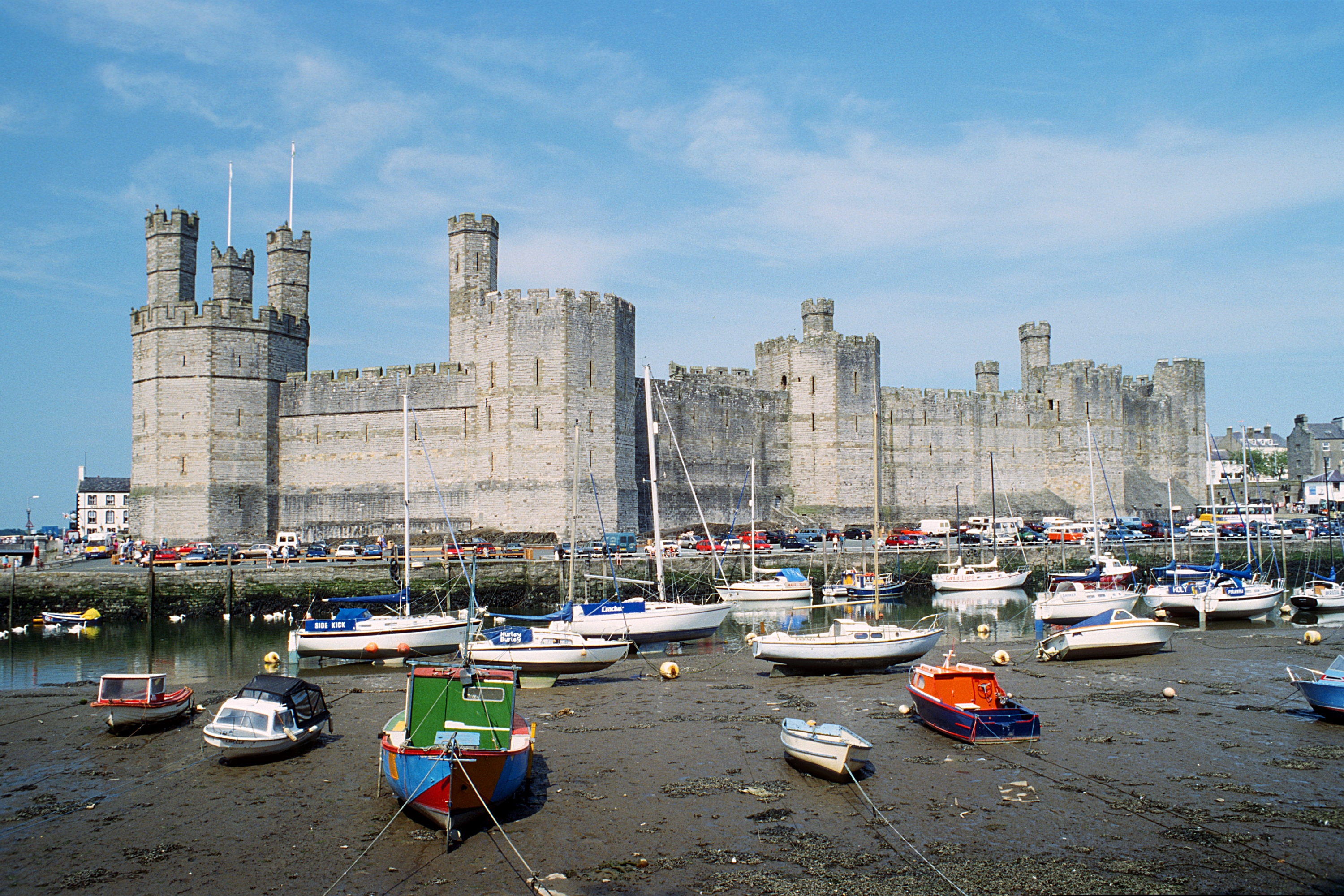
Ansicht der Burg bei Niedrigwasser
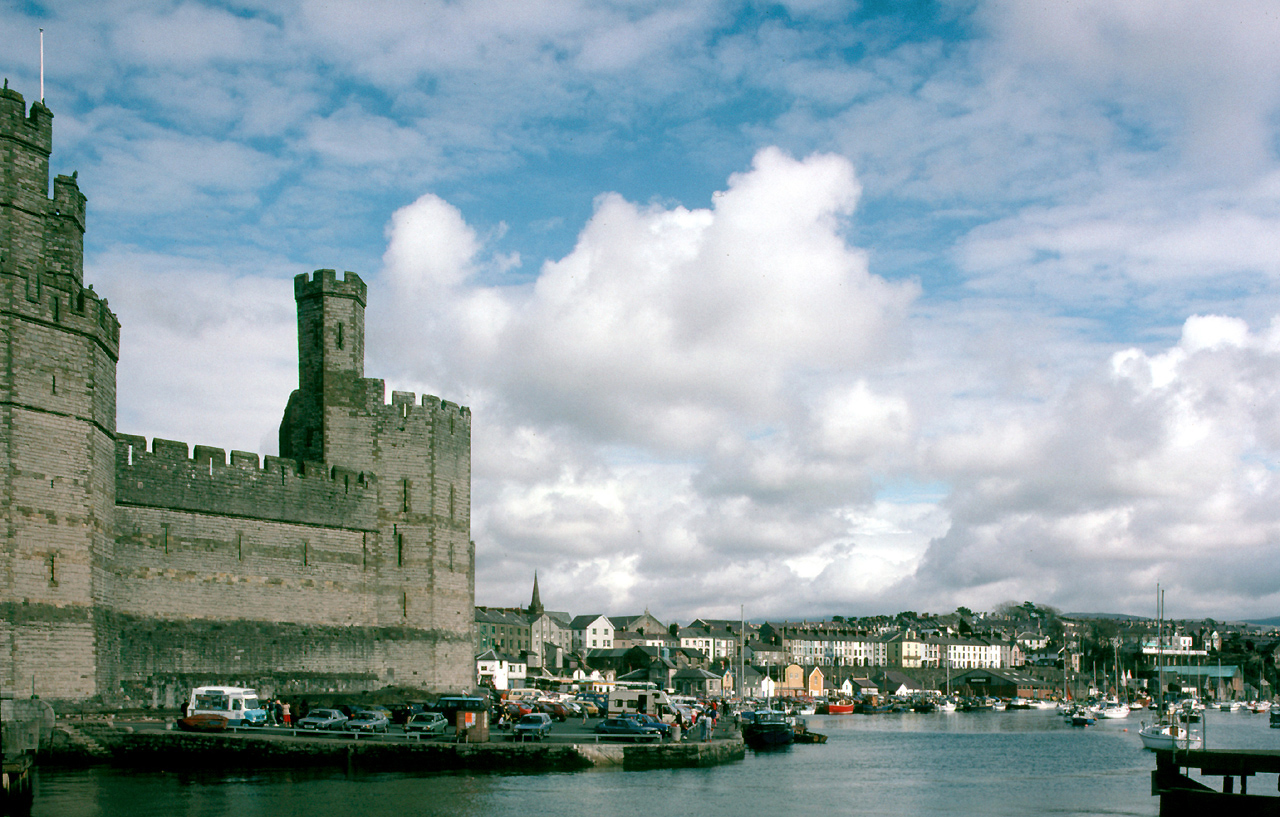
Burg und Stadt
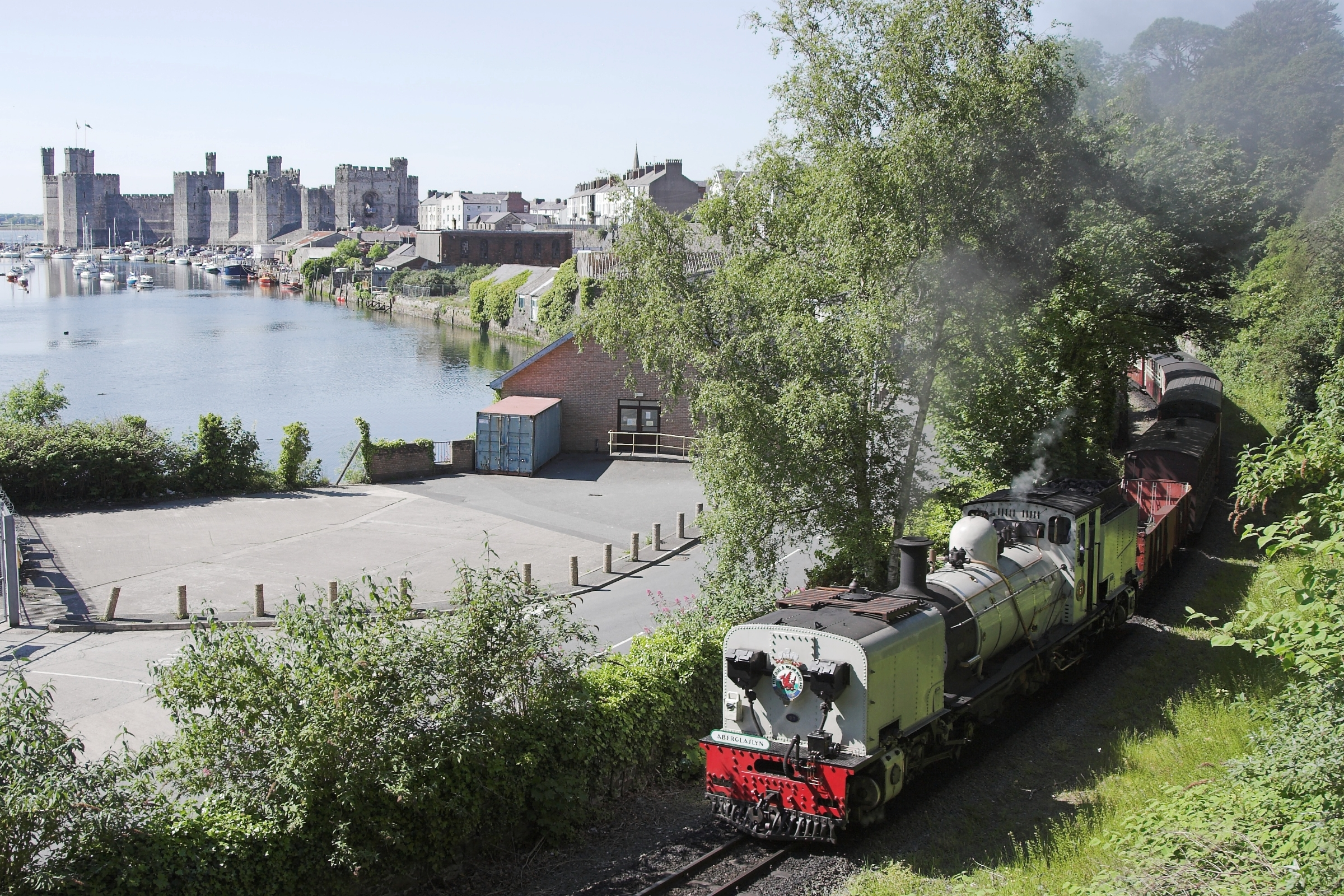
Ein Zug der Welsh Highland Railway verlässt Caernarfon

## Persönlichkeiten
- William Henry Preece (1834–1913), Elektroingenieur und Erfinder
- John Bullock (1869–1894), Fußballspieler
- Jamie Jones (* 1980), Discjockey